# Torneo di Wimbledon 1922
Il Torneo di Wimbledon 1922 è stata la 42ª edizione del Torneo di Wimbledon e terza prova stagionale dello Slam per il 1922.
È stata la 1ª edizione in cui non si è più adottato il Challenge Round: ossia la regola in base alla quale i vincitori dei tornei del singolare maschile e femminile
e del doppio maschile nella edizione successiva alla loro vittoria disputavano solo il match di finale, incontrando i vincitori della fase preliminare del torneo.
Si è giocato sui campi in erba dell'All England Lawn Tennis and Croquet Club di Wimbledon a Londra in Gran Bretagna. 
Il torneo ha visto vincitore nel singolare maschile l'australiano Gerald Patterson
che ha sconfitto in finale in 3 set il connazionale Randolph Lycett con il punteggio di 6–3 6–4 6–2.
Nel singolare femminile si è imposta la francese Suzanne Lenglen che ha battuto in finale in 2 set la statunitense Molla Bjurstedt Mallory.
Nel doppio maschile hanno trionfato James Anderson e Randolph Lycett, 
il doppio femminile è stato vinto dalla coppia formata da Suzanne Lenglen e Elizabeth Ryan e 
nel doppio misto hanno vinto Suzanne Lenglen con Pat O'Hara Wood.

## Risultati

### Singolare maschile
Gerald Patterson ha battuto in finale  Randolph Lycett con il punteggio di 6–3 6–4 6–2

### Singolare femminile
Suzanne Lenglen ha battuto in finale  Molla Bjurstedt Mallory con il punteggio di 6–2, 6–0

### Doppio maschile
James Anderson /  Randolph Lycett hanno battuto in finale  Gerald Patterson /  Pat O'Hara-Wood con il punteggio di 3–6, 7–9, 6–4, 6–3, 11-9

### Doppio femminile
Suzanne Lenglen /  Elizabeth Ryan hanno battuto in finale  Margaret McKane Stocks /   Kathleen McKane con il punteggio di 6–0, 6–4

### Doppio misto
Suzanne Lenglen /  Pat O'Hara Wood hanno battuto in finale   Elizabeth Ryan /  Randolph Lycett con il punteggio di 6–4, 6–3